# Kim Cesarion

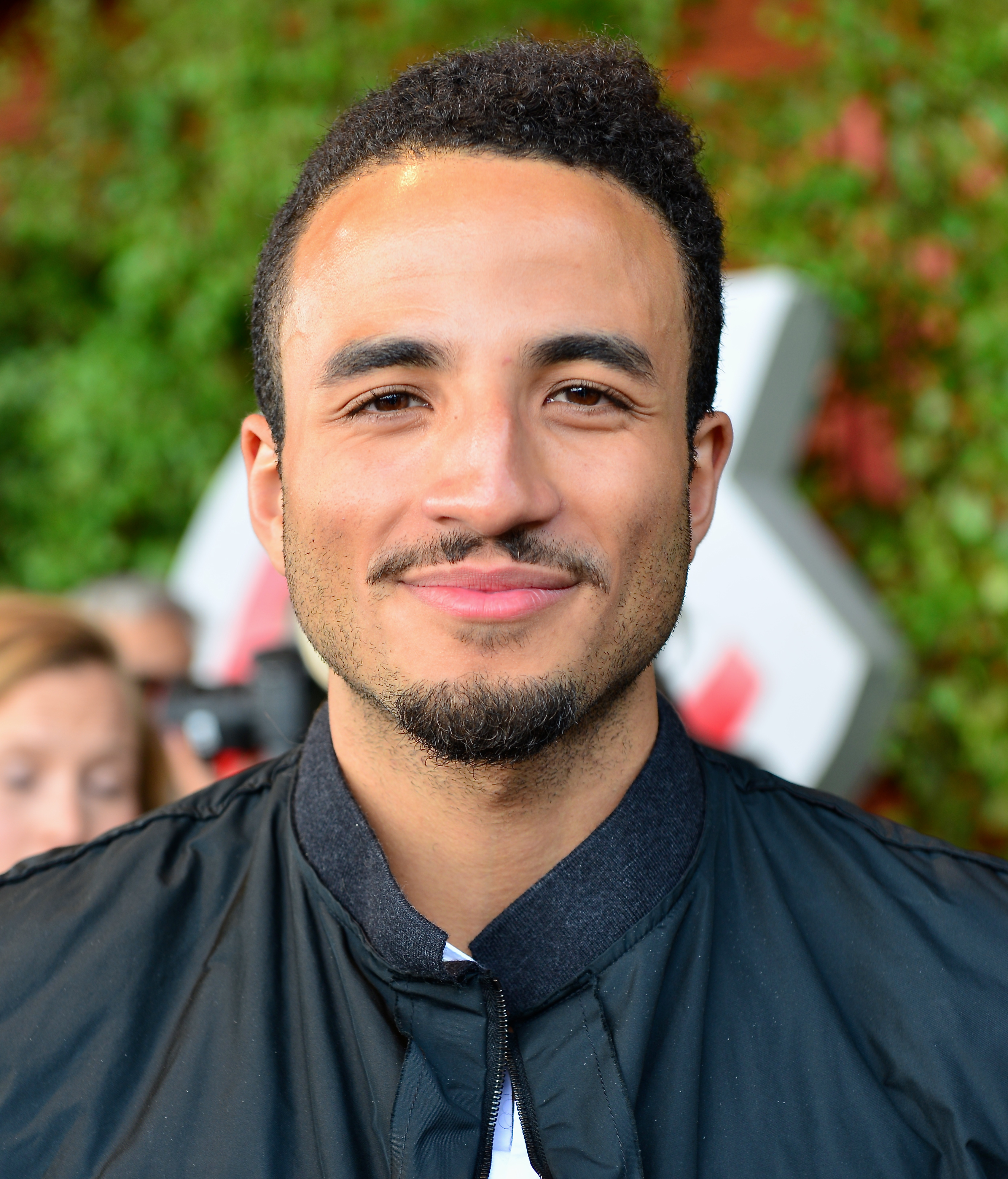
Kim Cesarion în 2013

Kim Cesarion (n. 1990 în Suedia) este un solist și cântăreț din Suedia cu părinții originari din Grecia, respectiv Guadelupa. Kim Cesarion este un muzician clasic instruit. A studiat la Lilla Akademin, o școală de muzică extrem de apreciată în Stockholm. El cânta la mai multe instrumente, inclusiv vioară, pian, bass, violă și tobe în școală. De asemenea, el a participat la școala de muzică clasică în Rusia.
În 2011, Cesarion primit un contract cu Aristotracks după întâlnirea cu Arnthor Birgisson și Linus Andreen. El a semnat un contract de distribuție cu Sony Music Suedia, în timp ce RCA va distribui piesele sale în Marea Britanie iar Columbia Records în Statele Unite.
Kim Cesarion este bine cunoscut pentru falsetto-ul său, pe care îl folosește în piesa sa "Undressed", lansată la 22 martie 2013. Al doilea single "Brains Out", a fost lansat 6 septembrie 2013. Albumul de debut este programat pentru primăvara anului 2014 și este scris de Kim Cesarion cu Arnthor Birgisson, Gary Clark și Lukasz "Lukipop" Duchnowski.

## Viața personală
Tatăl lui Kim Cesarion este din Guadelupa, iar mama să este suedeză-greacă. Atât tatăl și unchiul său au fost producători. Sora lui este, de asemenea, interpretă cu Kaysha și echipa Sushiraw.

## Discografie
- 2013: "Undressed" (Danemarca - #6 [1] / Finlanda - #11 [2] / Norvegia - #13 [3] / Suedia - #7 [4])
  - SWE: 2× Platinum[13]
  - DEN: Platinum[14]
  - NOR: Gold[15]
- 2013: "Brains Out" (Danemarca - #6 [1])
- 2014: "I Love This Life" (Danemarca - #25 [1] - Suedia - #38 [4])
- 2016: "Therapy" (Suedia - #74 [4])